# The Kamkars
The Kamkars – kurdyjska grupa muzyczna, powstała w 1965 roku w Sanandadż, w Iranie. Jej stały trzon stanowi rodzeństwo rodziny Kamkar. Twórczość grupy jest połączeniem tradycyjnej muzyku perskiej oraz kurdyjskiej.
W 2003 roku grupa wystąpiła podczas wręczania Pokojowej Nagrody Nobla, kiedy to laureatem została Szirin Ebadi.

## Skład zespołu[4]
- Hooshang Kamkar (kierownik oraz kompozytor zespołu)
- Bijan Kamkar (wokal, tar, rabaab, tombak, dohol, daf)
- Pashang Kamkar (santur)
- Ghashang Kamkar (setar)
- Arjang Kamkar (tombak)
- Arsalan Kamkar (barbat, oud, skrzypce)
- Ardeshir Kamkar (kamancheh, ghaychak)
- Ardavan Kamkar (santur)
- Maryam Ebrahimpour
- Hanna Kamkar (wokal)
- Saba Kamkar (wokal)
- Neyriz Kamkar (tar)
- Siavash Kamkar (setar)

## Wybrana dyskografia[5][6]
- Zardie Khazan
- Baharan e Abidar
- In Memory of Hafez
- Shabahengam
- Baraneh
- Darya
- Afsaneh Sarzamine Pedari
- Living Fire (1996)
- Nightingale with a Broken Wing (1997)
- Chant of Drums (1999)
- Kani Sepi (1999)
- Music From Kurdistan (1999)
- Gol Nishan (1999)
- Dour Ta Nazdik (2009)
- Kamkars and Khayyam (2010)
- Persheng (2011)
- Ouraman (2015)